# 南阿佐谷站
南阿佐谷站（日语：／ Minami-asagaya eki */?）是位於日本東京都杉並區阿佐谷南一丁目，屬於東京地下鐵丸之內線的鐵路車站。車站編號是M 02。
站名正式來說是使用大寫的「ケ」而非小寫的「ヶ」，是為，然而表記卻不統一。車站內部有僅隔幾公尺就可見到兩種表記的情況，而車輛內則統一使用小寫的「ヶ」。

## 歷史
- 1961年（昭和36年）11月1日：以營團地下鐵荻窪線沿線車站啟用。
- 1972年（昭和47年）4月1日：荻窪線改名為丸之內線。
- 2003年（平成15年）2月：改為業務委託車站，委由營團地下鐵的子公司地下鐵旅行服務（株式会社地下鉄トラベルサービス，後改名Metro Commerce（日语：メトロコマース））代為營運。
- 2004年（平成16年）4月1日：營團地下鐵民營化，由東京地下鐵繼承本車站。
- 2006年（平成18年）4月28日：丸之內線全線月台加設月台門。

### 站名由來
因位於阿佐谷地區南側而命名。

## 車站構造
本站是位於青梅街道正下方的側式月台2面2線地底車站。各月台間有站內通道連通。兩月台各有一座剪票口。1號出入口、2號出入口皆設有電梯。
由於月台狹窄，早晨繁忙時間的B線（池袋方向）月台與夜晚的A線（往荻窪）月台的人潮十分擁擠。

### 月台配置
| 月台 | 路線     | 目的地                 |
| ---- | -------- | ---------------------- |
| 1    | 丸之內線 | 往荻窪                 |
| 2    | 丸之內線 | 往新宿、銀座、池袋方向 |

（來源：東京地下鐵:構內圖（页面存档备份，存于））

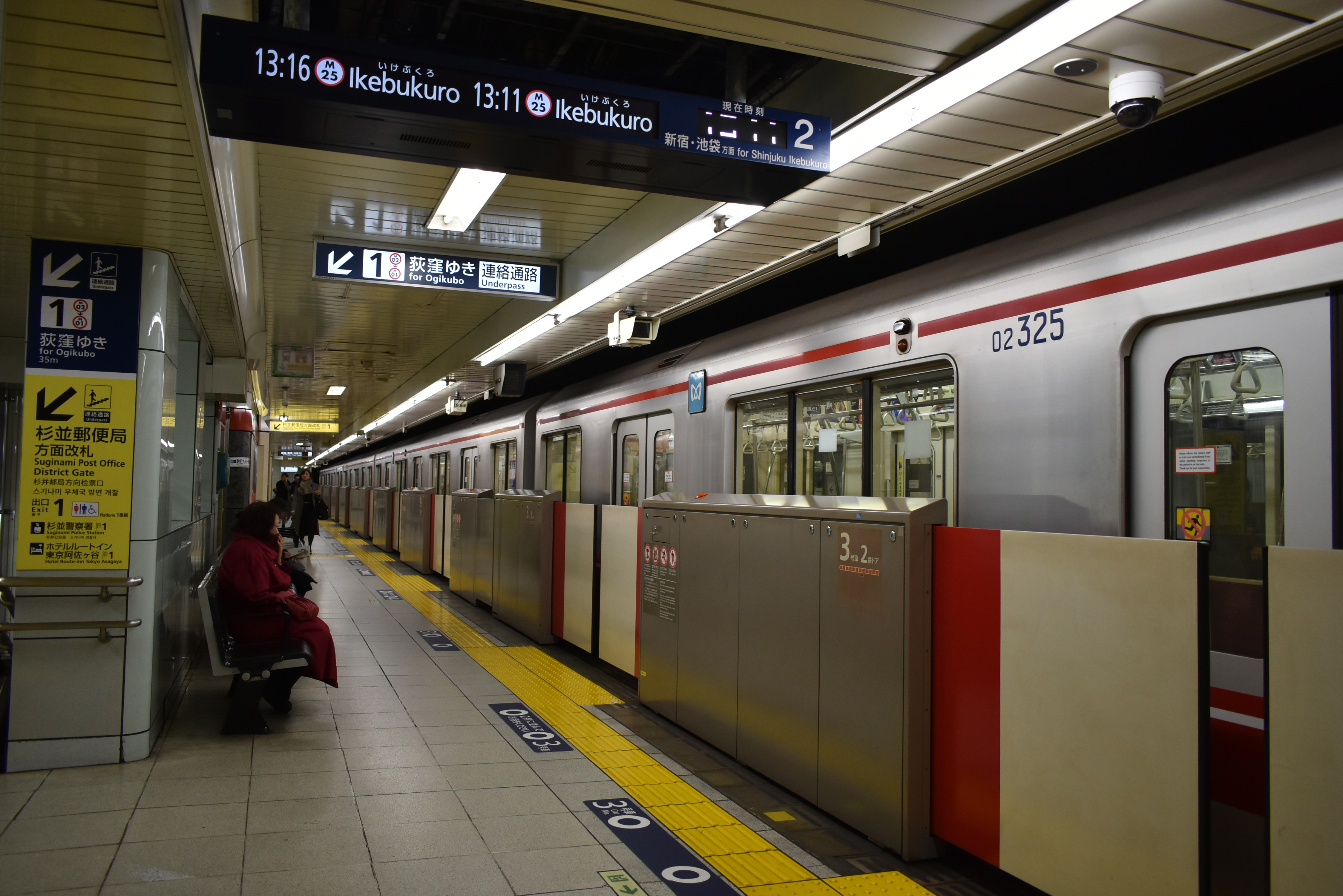
往新宿站方向月台（2019年3月1日攝）
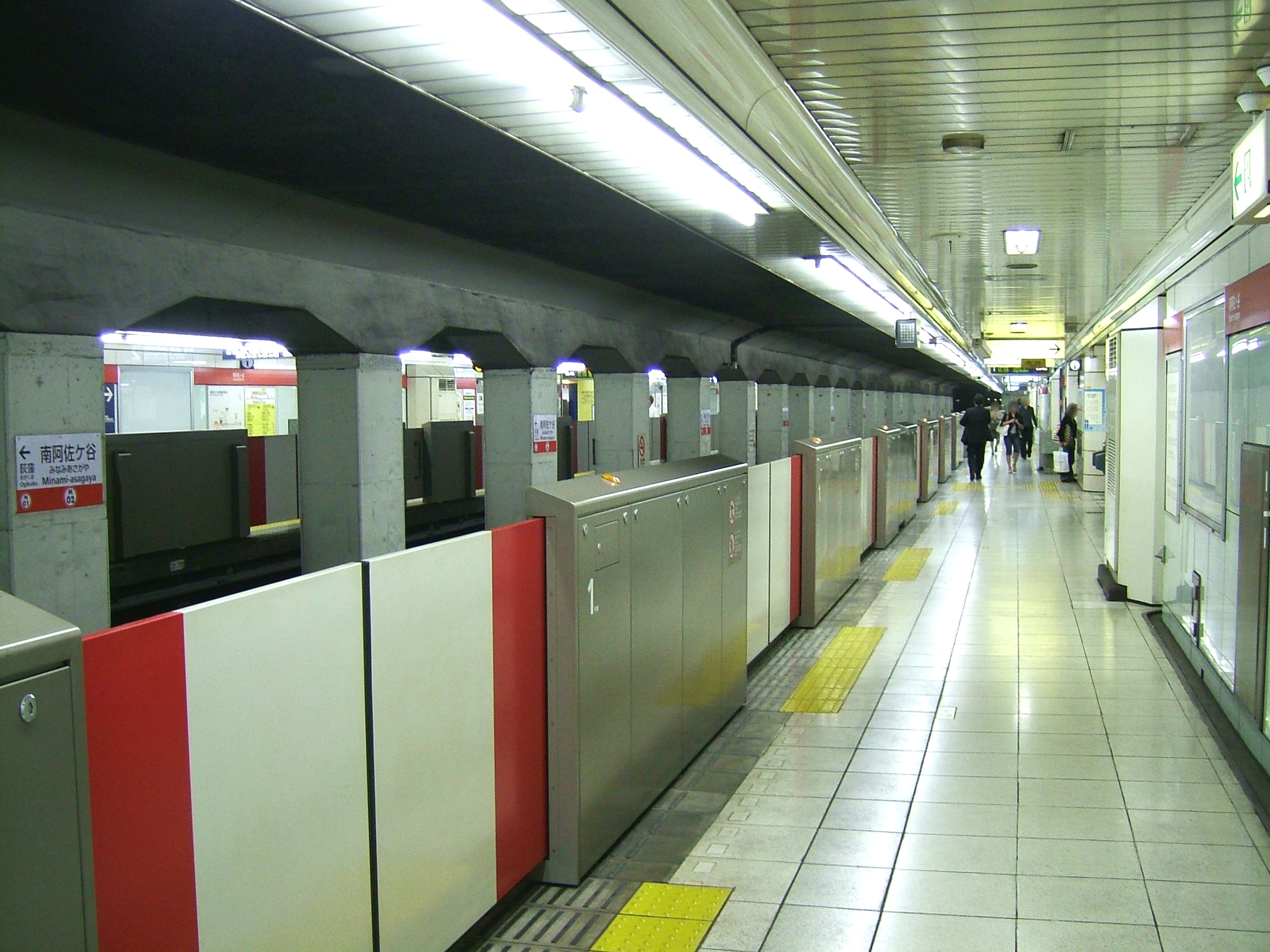
月台（2008年6月）

## 利用狀況
2017年度1日平均上下車人次為27,189人，東京地下鐵全部130個車站當中排名第117位。
近年1日平均上下車、上車人次如下表。
| 年度               | 1日平均 上下車人次 | 1日平均 上車人次 | 來源     |
| ------------------ | ------------------ | ---------------- | -------- |
| 1992年（平成04年） |                    | 11,123           | [ * 1 ]  |
| 1993年（平成05年） |                    | 10,989           | [ * 2 ]  |
| 1994年（平成06年） |                    | 10,825           | [ * 3 ]  |
| 1995年（平成07年） | 20,960             | 10,448           | [ * 4 ]  |
| 1996年（平成08年） | 21,082             | 10,423           | [ * 5 ]  |
| 1997年（平成09年） | 20,565             | 10,222           | [ * 6 ]  |
| 1998年（平成10年） | 20,599             | 10,238           | [ * 7 ]  |
| 1999年（平成11年） | 20,004             | 10,070           | [ * 8 ]  |
| 2000年（平成12年） | 20,056             | 10,044           | [ * 9 ]  |
| 2001年（平成13年） | 20,094             | 10,056           | [ * 10 ] |
| 2002年（平成14年） | 20,113             | 10,080           | [ * 11 ] |
| 2003年（平成15年） | 20,239             | 10,191           | [ * 12 ] |
| 2004年（平成16年） | 20,366             | 10,170           | [ * 13 ] |
| 2005年（平成17年） | 20,506             | 10,296           | [ * 14 ] |
| 2006年（平成18年） | 20,918             | 10,515           | [ * 15 ] |
| 2007年（平成19年） | 21,080             | 10,639           | [ * 16 ] |
| 2008年（平成20年） | 21,461             | 10,784           | [ * 17 ] |
| 2009年（平成21年） | 21,441             | 10,852           | [ * 18 ] |
| 2010年（平成22年） | 21,727             | 10,936           | [ * 19 ] |
| 2011年（平成23年） | 21,611             | 10,958           | [ * 20 ] |
| 2012年（平成24年） | 22,337             | 11,213           | [ * 21 ] |
| 2013年（平成25年） | 23,491             | 11,819           | [ * 22 ] |
| 2014年（平成26年） | 24,000             | 12,079           | [ * 23 ] |
| 2015年（平成27年） | 25,179             | 12,675           | [ * 24 ] |
| 2016年（平成28年） | 26,025             | 13,096           | [ * 25 ] |
| 2017年（平成29年） | 27,189             |                  |          |

## 車站周邊

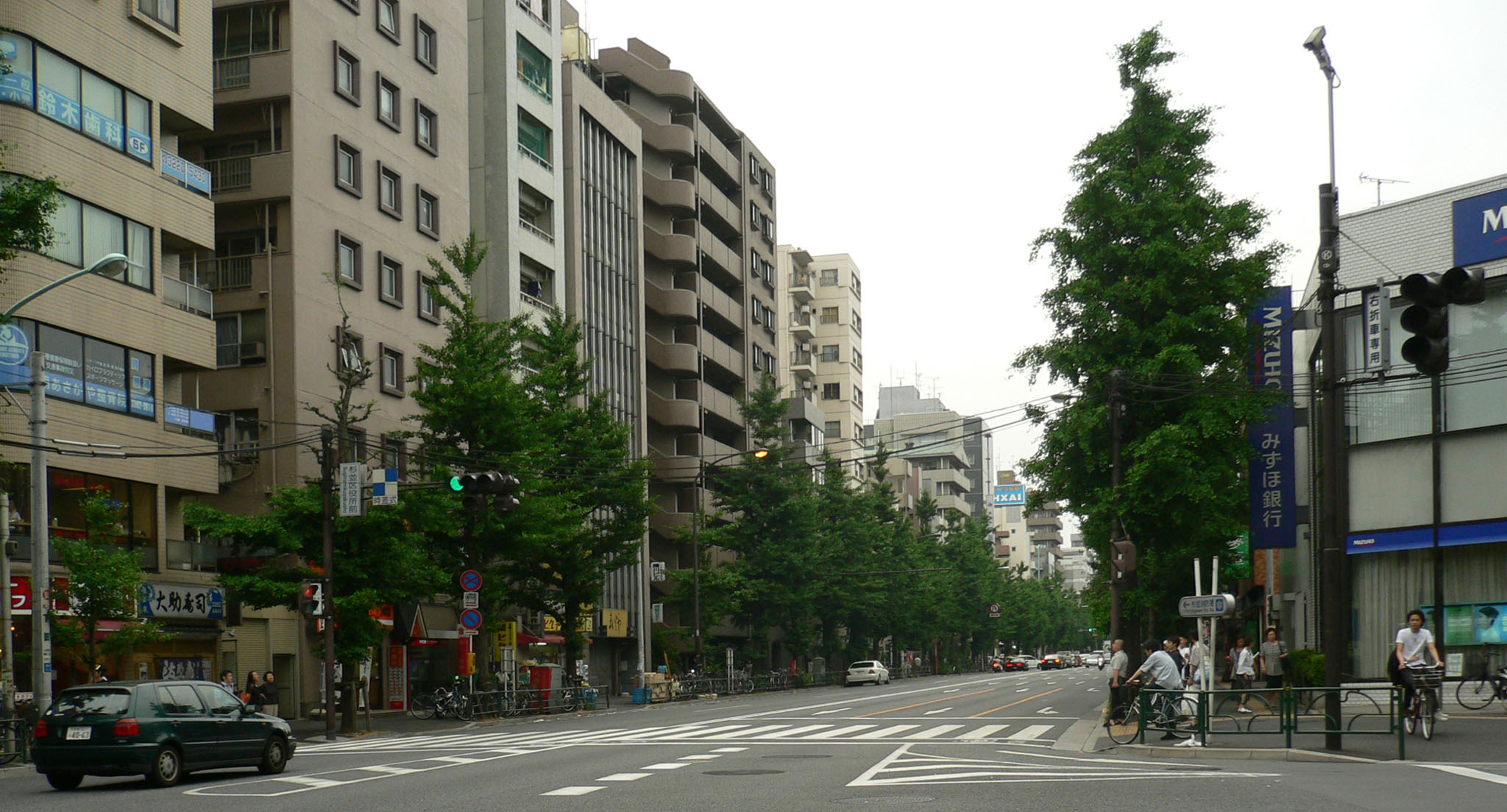
站上的青梅街道（2005年6月12日）

政府機關聚集，是杉並區的中心。經中杉通步行前往JR阿佐谷站約10分鐘左右。
- 阿佐谷住宅（日语：阿佐ヶ谷住宅）
- 阿佐谷神明宮（日语：阿佐ヶ谷神明宮）
- 阿佐谷鈴蘭通（阿佐谷すずらん通り）
- 阿佐谷PEARL CENTER（日语：阿佐谷パールセンター）
- 青梅街道（東京都道·埼玉縣道4號東京所澤線、東京都道5號新宿青梅線）
- 須賀神社（日语：須賀神社 (杉並区)）
- 杉並區役所（日语：杉並区役所）
- 杉並警察署（日语：杉並警察署）
- 杉並消防署
- 杉並稅務署
- 杉並區產業商工會館
- 杉並郵局（日语：杉並郵便局）
- 杉並區立成田圖書館
- 杉並區立東田小學校（日语：杉並区立東田小学校）
- 杉並區立東田中學校
- 7-Eleven
- 善福寺川綠地（日语：善福寺川緑地）（善福寺川旁的公園）
- 東京靴流通中心（日语：東京靴流通センター）
- 東京都主稅局（日语：東京都主税局）杉並都稅事務所
- 東京都水道局（日语：東京都水道局）杉並東營業所
- 東京都立杉並高等學校（日语：東京都立杉並高等学校）
- 中杉通（東京都道427號瀨田貫井線（日语：東京都道427号瀬田貫井線））
- 瑞穗銀行
- Mister Donut
- Ministop
- HOTEL ROUTE lNN東京阿佐谷（日语：ホテルルートイン）
- 吉野家

## 巴士路線
站前的中杉通、青梅街道上有「杉並區役所」、「南阿佐谷站」（僅深夜中距離巴士）巴士站，可搭乘關東巴士、西武巴士、京王巴士東、東京都交通局等路線巴士。
乘車處編號是關東巴士官方網站為方便所作，實際上沒有編號。
乘車處1（中杉通上行）
- 荻15：經荻窪站、上井草站、大泉學園站南口往長久保（西武巴士）
- 阿02：經荻窪站往白鷺一丁目（僅中午前）（關東巴士）
- 阿05：往荻窪站行（僅日間）（關東巴士）
- 杉丸 櫸路線：往濱田山站（委託京王巴士東）
- 杉丸 櫸路線：經濱田山站往永福町（僅夜間）（委託京王巴士東）

乘車處2（中杉通下行）
- 澀66（都營、京王）：往阿佐谷站
- 荻15：往阿佐谷站（西武巴士）
- 阿05：經阿佐谷站往白鷺一丁目（僅日間）（關東巴士）
- 杉丸 櫸路線：往阿佐谷站（委託京王巴士東）

無編號（青梅街道上行）
- 澀66（都營、京王）：經代田橋往澀谷站
- 澀66（都營）：往杉並車庫（日语：都営バス杉並支所）前
- 澀66（都營）：往和田堀橋
- 澀66（京王）：往方南町

南阿佐谷站（青梅街道下行）
- 深夜中距離巴士：下車專用（關東巴士）

## 相鄰車站
東京地下鐵
 丸之內線
荻窪（M-01）－南阿佐谷（M-02）－新高圓寺（M-03）

### 來源
東京都統計年鑑
1. ↑  .   [2017-03-11]. （原始内容存档于2013-08-15）.
2. ↑  .   [2017-03-11]. （原始内容存档于2013-02-03）.
3. ↑  .   [2017-03-11]. （原始内容存档于2013-02-03）.
4. ↑  .   [2017-03-11]. （原始内容存档于2013-02-03）.
5. ↑  .   [2017-03-11]. （原始内容存档于2013-02-03）.
6. ↑  .   [2017-03-11]. （原始内容存档于2016-03-04）.
7. ↑  東京都統計年鑑（平成10年）PDF
8. ↑  東京都統計年鑑（平成11年）PDF
9. ↑  .   [2017-03-11]. （原始内容存档于2016-03-04）.
10. ↑  .   [2017-03-11]. （原始内容存档于2016-03-04）.
11. ↑  .   [2017-03-11]. （原始内容存档于2017-07-29）.
12. ↑  .   [2017-03-11]. （原始内容存档于2017-07-29）.
13. ↑  .   [2017-03-11]. （原始内容存档于2017-07-29）.
14. ↑  .   [2017-03-11]. （原始内容存档于2017-07-29）.
15. ↑  .   [2017-03-11]. （原始内容存档于2017-07-29）.
16. ↑  .   [2017-03-11]. （原始内容存档于2017-07-29）.
17. ↑  .   [2017-03-11]. （原始内容存档于2017-07-29）.
18. ↑  .   [2017-03-11]. （原始内容存档于2016-03-26）.
19. ↑  .   [2017-03-11]. （原始内容存档于2016-03-27）.
20. ↑  .   [2017-03-11]. （原始内容存档于2016-03-25）.
21. ↑  .   [2017-03-11]. （原始内容存档于2016-03-27）.
22. ↑  .   [2017-03-11]. （原始内容存档于2016-03-22）.
23. ↑  .   [2017-03-11]. （原始内容存档于2017-07-30）.
24. ↑  .   [2019-01-06]. （原始内容存档于2018-11-09）.
25. ↑  .   [2019-01-06]. （原始内容存档于2019-05-02）.

## 外部連結
- 南阿佐谷/M02 | 路線・車站資訊 | 東京地下鐵